# ديفيد ستريد
ديفيد ستريد (بالإنجليزية: David Stride)‏ هو مدرب كرة قدم ولاعب كرة قدم بريطاني في مركز الدفاع، ولد في 14 مارس 1958 في ليمينغتون ‏ في المملكة المتحدة، وتوفي في 10 يوليو 2016. لعب مع كالغاري بومرز ونادي تشيلسي ونادي ليتون أورينت ونادي ميلوول.